# DeMuDi
DeMuDi, acronimo di DEbian MUltimedia DIstribution, è una distribuzione GNU/Linux Debian Pure Blend, ovvero una distribuzione basata su Debian GNU/Linux con miglioramenti e funzioni che puntano alla produzione di musica, suono e video.
In particolare, il kernel standard è provvisto di patch per migliorare le performance audio, e sono incluse come standard delle applicazioni audio e dei driver.

## Storia
DeMuDI, anche conosciuto come A/DeMuDi, deriva dal Progetto Agnula, (combinazione di A GNU/Linux) un progetto originariamente finanziato dall'Unione europea che aveva lo scopo di migliorare l'accessibilità al software multimediale creando due distribuzioni GNU/Linux per la produzione di musica e video: ReHMuDi (la Red Hat MUltimedia DIstribution) e la DeMuDi (la Debian MUltimedia DIstribution).
Da quando cessarono i finanziamenti al progetto, i volontari hanno continuato a sviluppare il ramo della DeMuDi, mentre quello della ReHMuDi è stato completamente abbandonato e sostituito da Planet CCRMA, una collezione di RPM che permette di fare le stesse cose con un sistema Red Hat standard.
Attualmente il progetto DeMuDi è fermo, e probabilmente alcune delle tecnologie sviluppate da questo progetto sono state integrate nelle distro più comuni che stanno integrando il loro supporto alle applicazioni multimediali.